# Cicinnurus magnificus
Cicinnurus magnificus là một loài chim trong họ Paradisaeidae.

## Hình ảnh

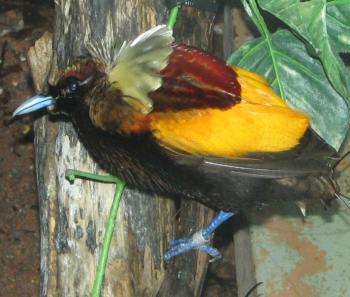
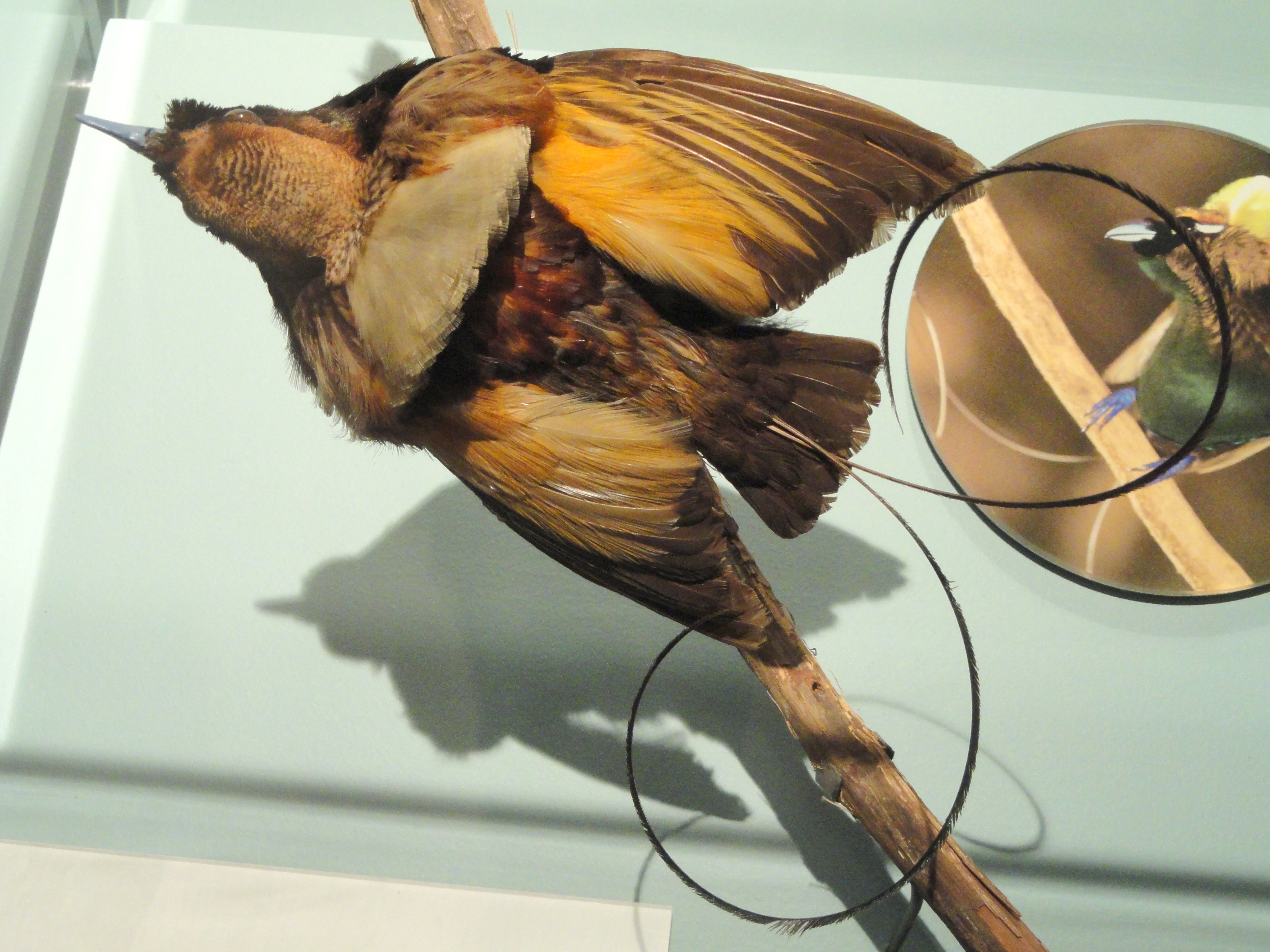
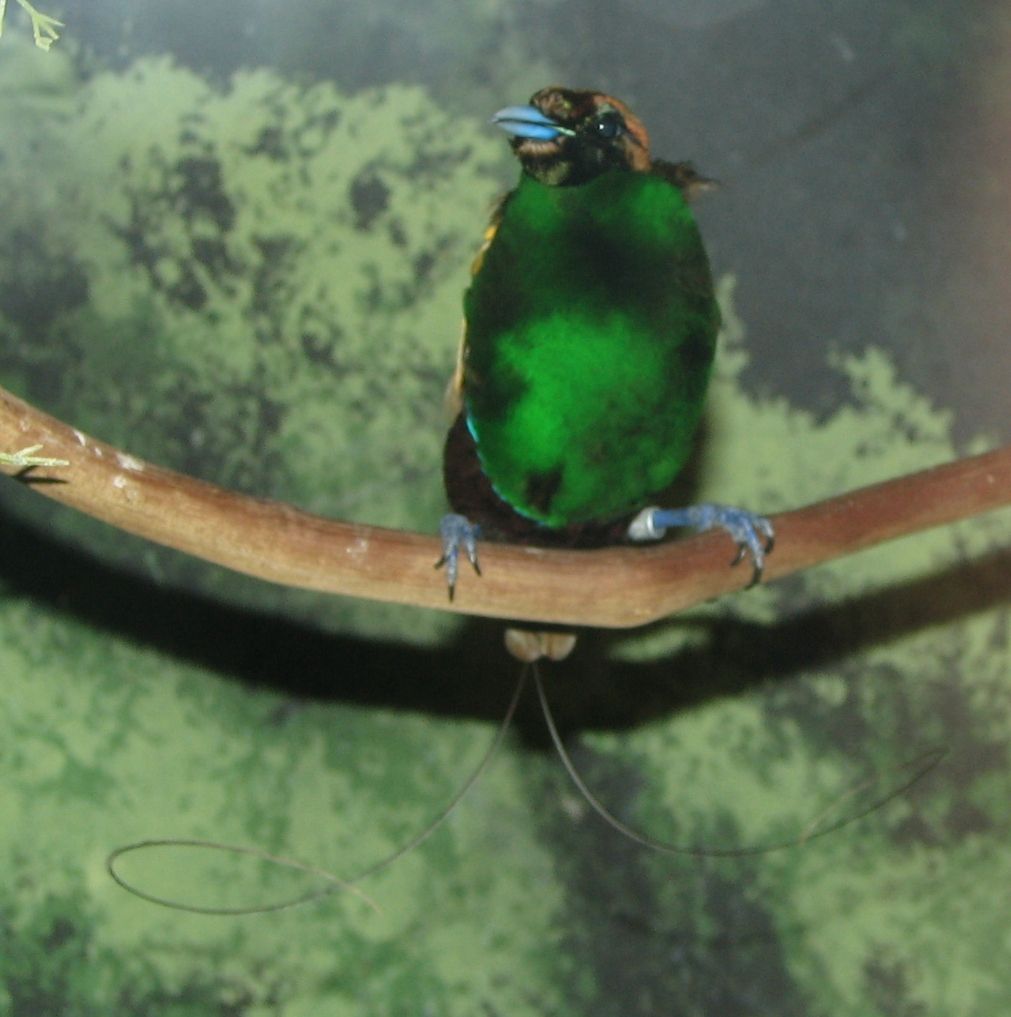